# Zgromadzenie Narodowe (Mauritius)
Zgromadzenie Narodowe (ang. National Assembly) – jednoizbowy parlament Mauritiusa, główny organ władzy ustawodawczej w tym kraju. Składa się z 70 członków wybieranych na pięcioletnią kadencję. Ordynacja wyborcza oparta jest na systemie większościowym. Okręgi wyborcze są trójmandatowe (z wyjątkiem jednego okręgu dwumandatowego), zaś wyborca może zaznaczyć na karcie do głosowania maksymalnie tylu kandydatów, ile mandatów jest do obsadzenia w danym okręgu. W taki sposób wyłania się 62 parlamentarzystów. Następnie, po zsumowaniu wyników ze wszystkich okręgów, tworzy się ranking kandydatów, którzy nie zostali wybrani. Ośmiu z nich o największej liczbie uzyskanych głosów otrzymuje mandaty (zasada tzw. szczęśliwych przegranych - lucky losers). 
Czynne prawo wyborcze przysługuje na równych prawach obywatelom Mauritiusa i innych państw Wspólnoty Narodów, o ile w dniu wyborów Mauritius jest miejscem ich stałego zamieszkania lub był nim w przeszłości przez okres co najmniej dwóch lat. Cenzus wieku wynosi 18 lat. Takie same wymogi stawiane są kandydatom, przy czym dodatkowo muszą oni jeszcze znać język angielski w stopniu umożliwiającym swobodny i aktywny udział w pracach parlamentu. 